# Grube Friedrichssegen
Die Grube Friedrichssegen (auch Köllnisches Loch genannt) war eine Silber-, Blei- und Zinkerzgrube in Friedrichssegen a.d. Lahn, einem heutigen Ortsteil von Lahnstein im Rhein-Lahn-Kreis. Sie baute die Vorkommen des "Emser Gangzuges" auf den Gängen Hauptgang, Liegender Gang und Neuhoffnungsgang ab.

## Geschichte

### Anfänge
Bergbau im Siedlungsgebiet Ahl, aus dem später der Ort Friedrichssegen hervorging, bestand wahrscheinlich schon zu römischen Zeiten. Eine erste urkundliche Erwähnung stammt vom 25. Mai 1220, in der König Friedrich II. die Silbergrube "Berg Tiefenthal" an den Mainzer Erzbischof Sigfried verschenkt. Eine weitere Erwähnung des Bergbaus erfolgte in einem Jurisdiktionalbuch von 1668.
1765 ist aus einem Bericht des Amtmannes Creuzer aus Nassau geht hervor, dass die Emser Bergwerke im 14. und 15. Jahrhundert besonders ertragreich waren.
Am 6. Juni 1662 erteilte Ludwig, Landgraf zu Hessen, Fürst zu Herfeld, Nassau, Graf zu Katzenelnbogen, eine Verleihung auf alle in der Gemeinschaft und Vogtei zu findende Bleierze, Eisensteine, Steinkohlen und andere Erze und Mineralien.
Am 6. März 1743 erhielten Daniel Liebold, Steiger zu Braubach und Johann Christoph Wild, Kupferschmelzer aus Nassau einen Muthschein (Antrag auf Verleihung von Abbaurechten). Dieser durch die Fürstlich Hessen-Darmstädtische und Nassau-Oranische gemeinschaftliche Vogtei Ems ausgestellte Muthschein bezog sich auf ein großes Gebiet beidseits der Lahn. Die Muther wältigten nahe der Ziegelhütte im Fahnenberg einen Stollen auf und trafen den Erzgang nach 70 Lachtern (ca. 140 m). Ein 20 Lachter (ca. 40 m) langer Stollen wurde am Plüskopf vorangetrieben um den 250 Lachter langen Pfingstweider Stollen aufzuräumen.
Eine weitere Belehnung wurde 1751 durch Hessen-Darmstadt und 1752 durch Nassau-Oranien erteilt. Heinrich-Christian Frankenfeld und Johann Cristoph Wild erhielten die Belehnung als Hauptmuther. Es wurden bis Juli 1753 250 Zentner Kupfer- und 400 Zentner Bleierze aus stehengelassenen Mitteln gewonnen. Bis 1754 wurde die Grube am Plüsskopf ausgebeutet während man zeitgleich im Ziegelhütter Stollen kein Erz fand.
In den Jahren 1755 bis 1769 gab es verschiedene Abbauversuche und Abbauorte.
So wurde 1762 eine Bleierzader der späteren Grube Friedrichssegen entdeckt, woraufhin eine rege Schürftätigkeit in der Gegend erfolgte und auf der Emser Hütte tatsächlich Blei geschmolzen wurde.
In Akten des Hessischen Hauptstaatsarchivs zu Wiesbaden wird 1768 ein Bergwerk "In dem Cöllnischen Loch" erwähnt, das auch unter dem Namen "Köllnisches Loch" bekannt war und eine Vorgängergrube von Friedrichssegen ist. Dabei handelte es sich um einen ausgedehnten Pingenzug.

### Zeche Friedrichssegen
Ab 1850 taucht im Schriftverkehr mit dem Bergrevier Diez erstmals der Name "Zeche Friedrichssegen" auf. Diese Zeche wurde 1852 an den Franzosen Antoine Boudon verkauft, der eine Kommerzial-Gesellschaft gründete, die 1854 in die Anonyme Actiengesellschaft des Silber- und Bleibergwerkes Friedrichssegen bei Oberlahnstein umgewandelt wurde. Es entstanden ein Stauweiher sowie ein Pochwerk.
Der ab 1854 abgeteufte Tagschacht wurde der Hauptmaschinenschacht der Grube. Er war 1,80 Meter breit und 4,49 Meter lang. Gleichzeitig entstanden ein Zechen- und Scheidhaus. 1858 wurde eine erste Dampfmaschine in Betrieb genommen, der 1862 eine zweite folgte.

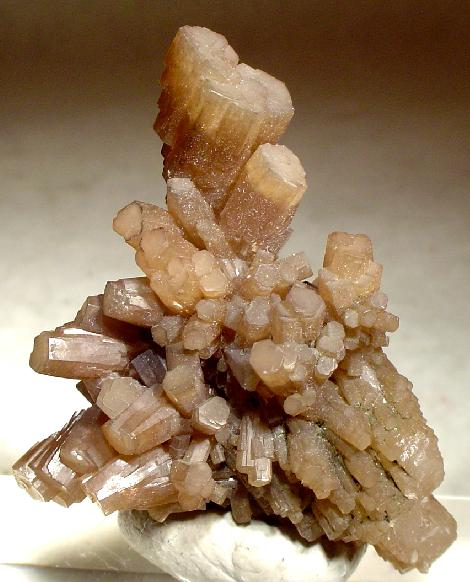
Pyromorphit, sog. “Emser Tönnchen”

Ansichtskarte der Grube zu Beginn des 20. Jahrhunderts mit der Siedlung Tagschacht

1865 wurde von der Heinrich-Stollensohle ein Maschinenschacht als Blindschacht abgeteuft um den Liegenden Gang abzubauen. Gleichzeitig wurde der Heinrich-Stollen als wichtigster Stollen aufgeweitet und erreichte bereits nach 304 Metern den Hauptgang. 1867 wurde er mit der 1. Tiefbausohle durchschlägig. Es bestanden zu dieser Zeit bereits 3 Sohlen unterhalb des Heinrich-Stollens. Berühmt geworden ist der Fund einer Druse von 4 m Länge, 3 m Höhe und 1 m Breite, die angefüllt war mit Kristallen aus Braunbleierz, den sogenannten "Emser Tönnchen".
Für den stetig wachsenden Grubenbetrieb wurden immer mehr Arbeitskräfte benötigt. Waren es 1865 noch 186 Mitarbeiter (davon 5 Beamte), so wuchs die Zahl bis 1870 auf bereits 238 (davon 7 Beamte) an. Um für diese neuen Wohnraum zu schaffen, wurde ab 1868 bis 1871 beim Hauptmaschinenschacht die Wohnanlage "Tagschacht" für 48 Familien errichtet. 1870 entstand ein Arbeiter-Kasino und eine Volksschule, die im Januar 1871 den Betrieb mit vorerst einem Lehrer aufnahm. Um diese Familien mit Lebensmitteln und anderen Gütern zu versorgen, wurde 1878 ein Consum-Verein gegründet.
Über den Felix-Stollen versuchte man ab 1872 die westliche Gangfortsetzung in Richtung Grubengebiet Bärnsköpf. 1876 erreichte der Hauptschacht die VII. Tiefbausohle und eine Teufe von 284 Meter. Im Rekordjahr 1880 wurde eine Erzmenge von 3974 Tonnen erreicht, die Mitarbeiterzahl war auf 856 gestiegen.

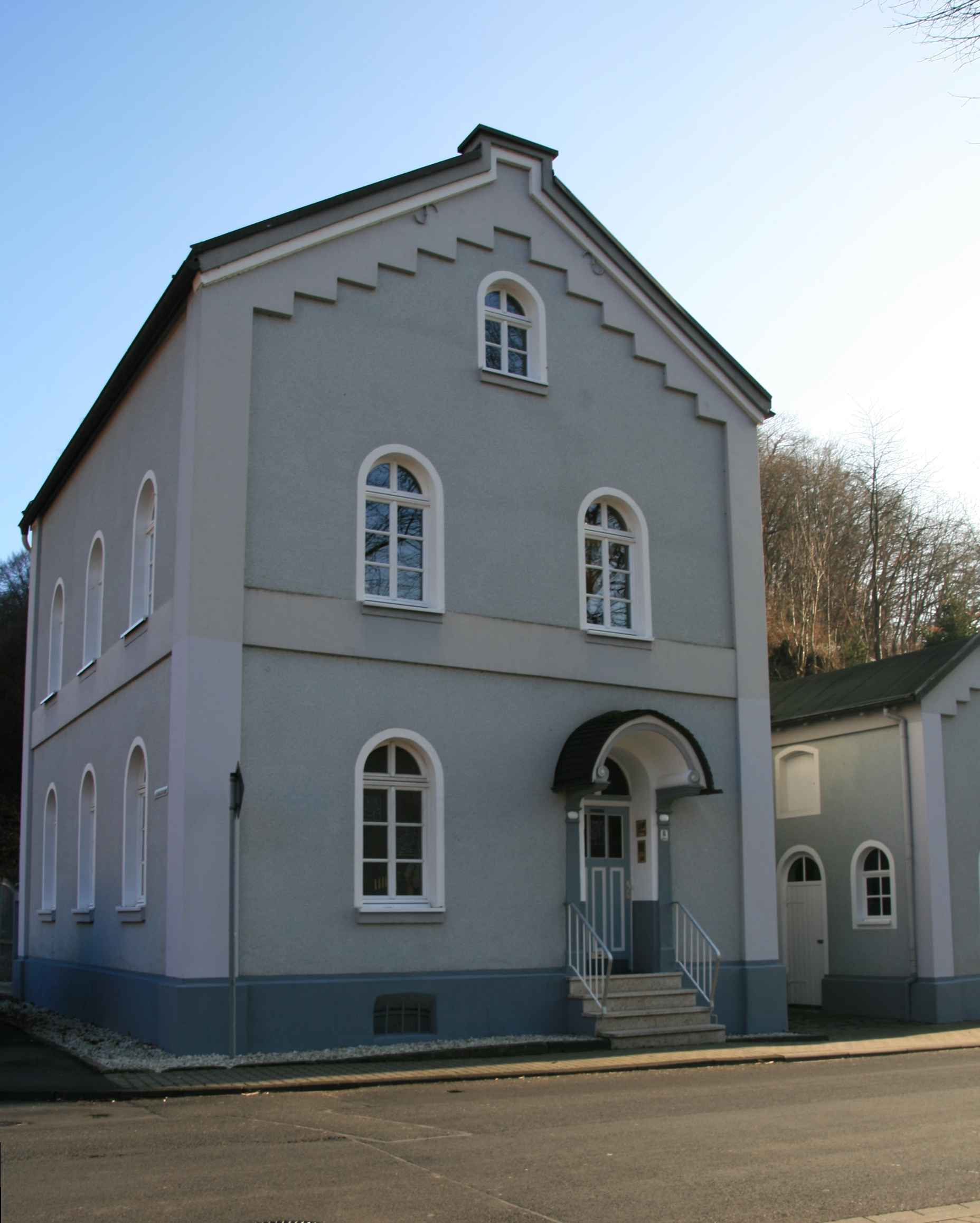
Gebäude der Gleiswaage der Werksbahn

Am 8. November desselben Jahres wurde die schmalspurige Werksbahn vom Zechenplatz "Ahl" bis zum Heinrich-Stollen eingeweiht. Es handelte sich um eine kombinierte Adhäsions- und Zahnradbahn nach dem System des Schweizer Erfinders Niklaus Riggenbach, zu dieser Zeit ein Meisterwerk der Technik. Sie war die erste Zahnradbahn in Preußen. Mit dieser 2670 Meter langen Bahnstrecke, die eine Höhendifferenz von 119,4 Meter überwinden musste, waren die Transportprobleme aus dem engen Friedrichssegener Tal überwunden.
Bereits im Jahr 1881 erfolgte die Trennung von Blende und Spateisen in der Aufbereitungsanlage beim Moritz-Stollen (heute Ortsteil Neue Welt) auf elektromagnetischem Weg.
1884 erreichte der Hauptschacht seine größte Teufe mit 483,7 Metern und wurde bis zur XI. Tiefbausohle niedergebracht.
In den Jahren 1888/89 wurde mit dem Bau der Friedenskirche, einer Simultankirche, nach Plänen des Wiesbadener Architekten Lang begonnen.
Ab 1888 brachen die Förderzahlen aufgrund schlechter Erzqualität und mangelnden Neuaufschlüssen ein. Zwar wurde noch der Providence-Schacht abgeteuft, der 1891 eine Teufe von 44 Metern erreicht hatte, trotzdem wurde 1898 nur noch 206 Tonnen Bleierz gefördert, die Anonyme Actiengesellschaft legte daraufhin im Januar 1900 den Betrieb still. Ihr folgte eine deutsche Gewerkschaft.
Durch Gründung der Bergbau-AG Friedrichssegen 1903 wurde noch einmal ein Neuanfang begonnen. Nach Fertigstellung des Wasserkraftwerks Friedrichssegen an der Lahn 1907 wurden neue Wasserhaltungsmaschinen und Druckluftaggregate angeschafft. Auch wurde 1910 ein weiterer Blindschacht von der XI. bis zur XIV. Tiefbausohle abgeteuft, jedoch kamen die Fördermengen nicht über 300 Tonnen hinaus. Ende 1912 wurde der Betrieb stillgelegt, 1913 ging die AG Konkurs.

### Nach dem Ende des Bergbaus
In den Ortsteilen Ahl und Neue Welt zog infolge der hohen Arbeitslosigkeit große Armut ein, die Anlagen und Wohngebäude der Ortsteile Kölsch Loch und Tagschacht, schon während des Grubenbetriebes in schlechtem Zustand, wurden geräumt und verfielen seit 1913 zunehmend. 1925 begann die Stadt Oberlahnstein Arbeits- und Wohnsitzlose in den seit Jahren leerstehenden maroden Gebäuden der Siedlung Tagschacht unterzubringen, was in den Folgejahren zu unvorstellbarem Elend für die Bewohner mit Krankheiten wie Tuberkulose führte. Das Friedrichssegener Tal ging später als "Tal der Verdammten" in die Zeitungswelt ein.
1926 wurde die Erzgewinnung und -verarbeitung noch einmal durch die Gewerkschaft Erzverein Friedrichssegen aufgenommen. Zu diesem Zweck wurde eine neue elektromagnetische Aufbereitungsanlage mit Werkstätten an der Stelle der alten Anlage gebaut, die nach Einstellung des Betriebes 1928 wieder beseitigt wurden.

### Arbeitslager Friedrichssegen

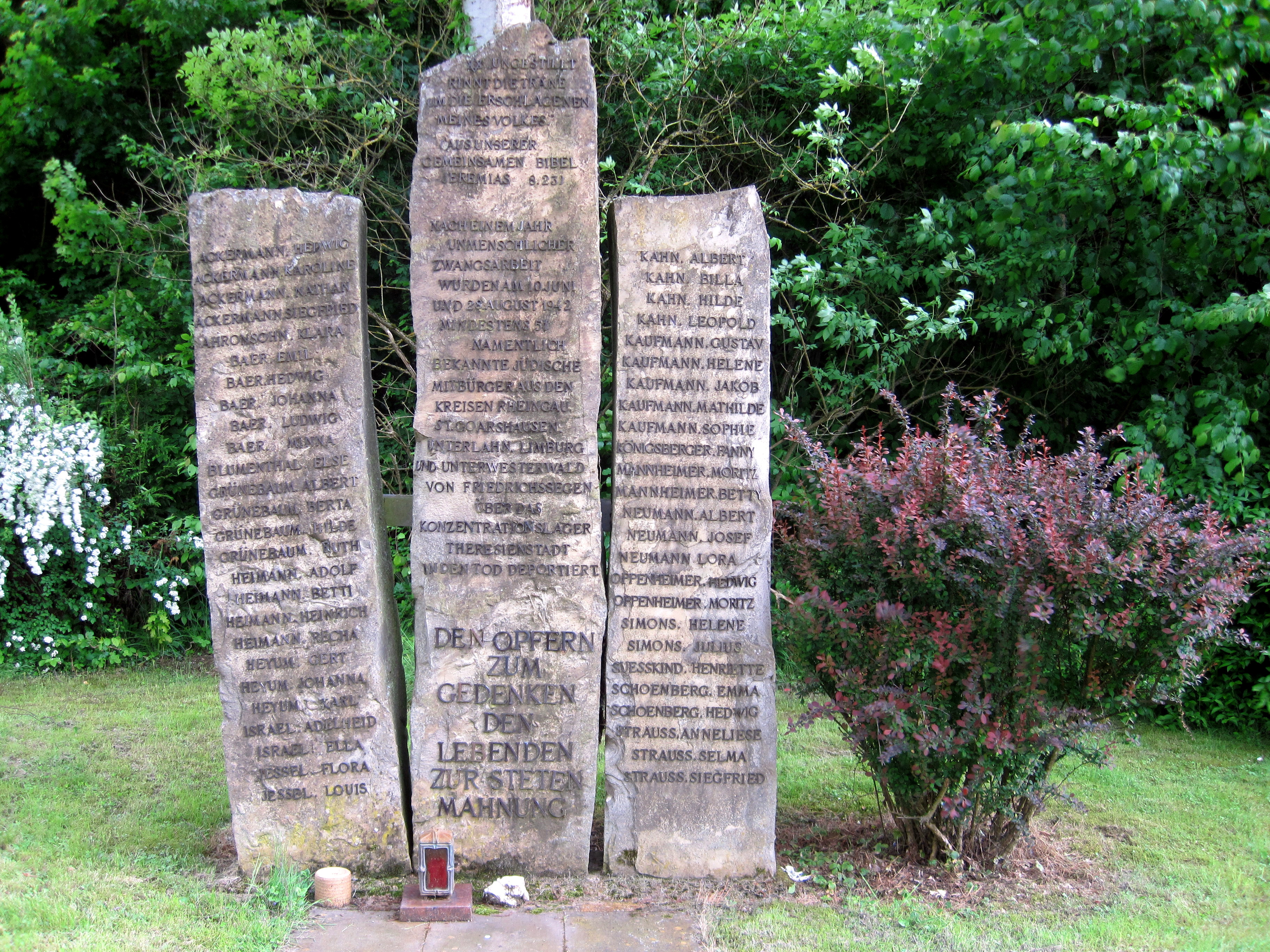
Mahnmal für die jüdischen Zwangsarbeiter

Kurz vor Ausbruch des Zweiten Weltkrieges wurde die Friedenskirche durch Pioniere der Wehrmacht gesprengt, die Umsiedlung der Bewohner des Elendsquartieres Tagschacht beschlossen, die jedoch in den folgenden Jahren nur schleppend vorankam.
Nach Plänen Josef Wagners, seit 1938 Ortsgruppenleiter von Oberlahnstein, ab Mai 1940 stellvertretender und später Kreisleiter der Kreise St. Goarshausen und Rheingau, sollten die Bewohner in die umliegenden Kreise umgesiedelt werden, im Gegenzug die dort wohnenden jüdischen Familien die Siedlung Tagschacht beziehen, die Wagner in ein jüdisches Ghetto umwandeln wollte. 1941 wurden dann jüdische Familien aus den Kreisen Rheingau, St. Goarshausen, Limburg, Unterlahn und Unterwesterwald zwangsweise auf dem Tagschacht angesiedelt und zur Arbeit in einem Ton- und Dachziegelwerk sowie im Friedrichssegener Eisenhandel Narmann gezwungen. Am 10. Juni und 28. August 1942 wurden sie deportiert, größtenteils in das Konzentrationslager Theresienstadt. Zu ihrem Gedenken wurde am 24. November 1996 in Friedrichssegen ein Mahnmal errichtet.

### Nach dem Zweiten Weltkrieg
In den Jahren 1951–52 wurde von der AG des Altenbergs für Bergbau und Zinkhüttenbetrieb aus Köln am Olsborn eine Flotationsanlage gebaut. Das Gebäude wurde dem Zweck der Anlage entsprechend am Berghang in gestaffelter Bauweise erstellt, um innerhalb des Aufbereitungsprozesses die Schwerkraft ausnutzen zu können. Das aufzuarbeitende Haldenmaterial lag zum größten Teil oberhalb der Anlage und konnte mit dem Bagger transportiert werden.
Mit Stilllegung dieser Anlage 1957 endete die letzte Betriebszeit der Grube Friedrichssegen.
Das Gesamtstreckennetz der Grube maß insgesamt 22.723 m, wovon 18.200 m mit Schienen für den Erztransport versehen waren.

## Schächte und Stollen

Heinrich-Stollen Anfang des 20. Jahrhunderts

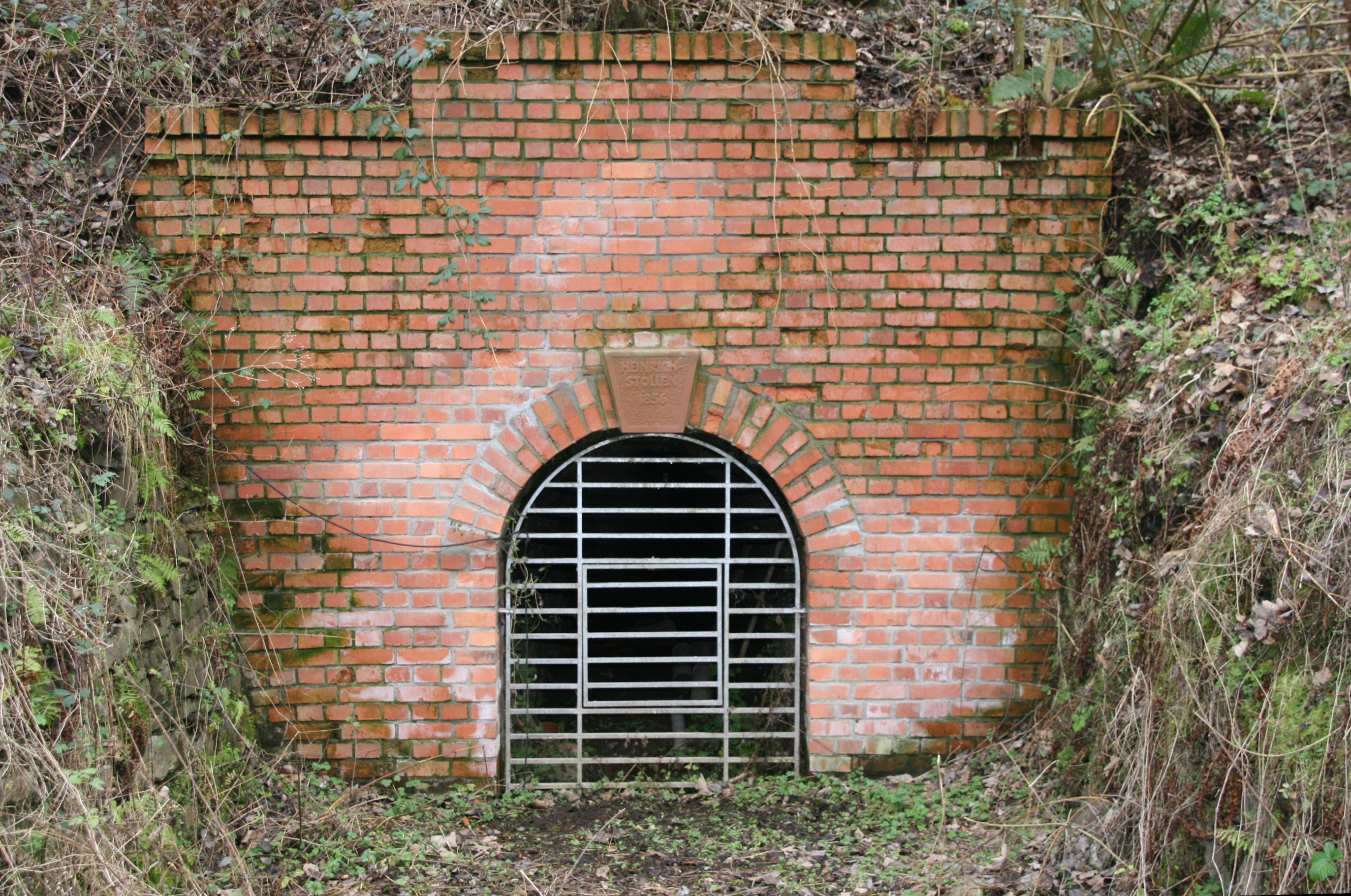
Heinrich-Stollen im Jahr 2012

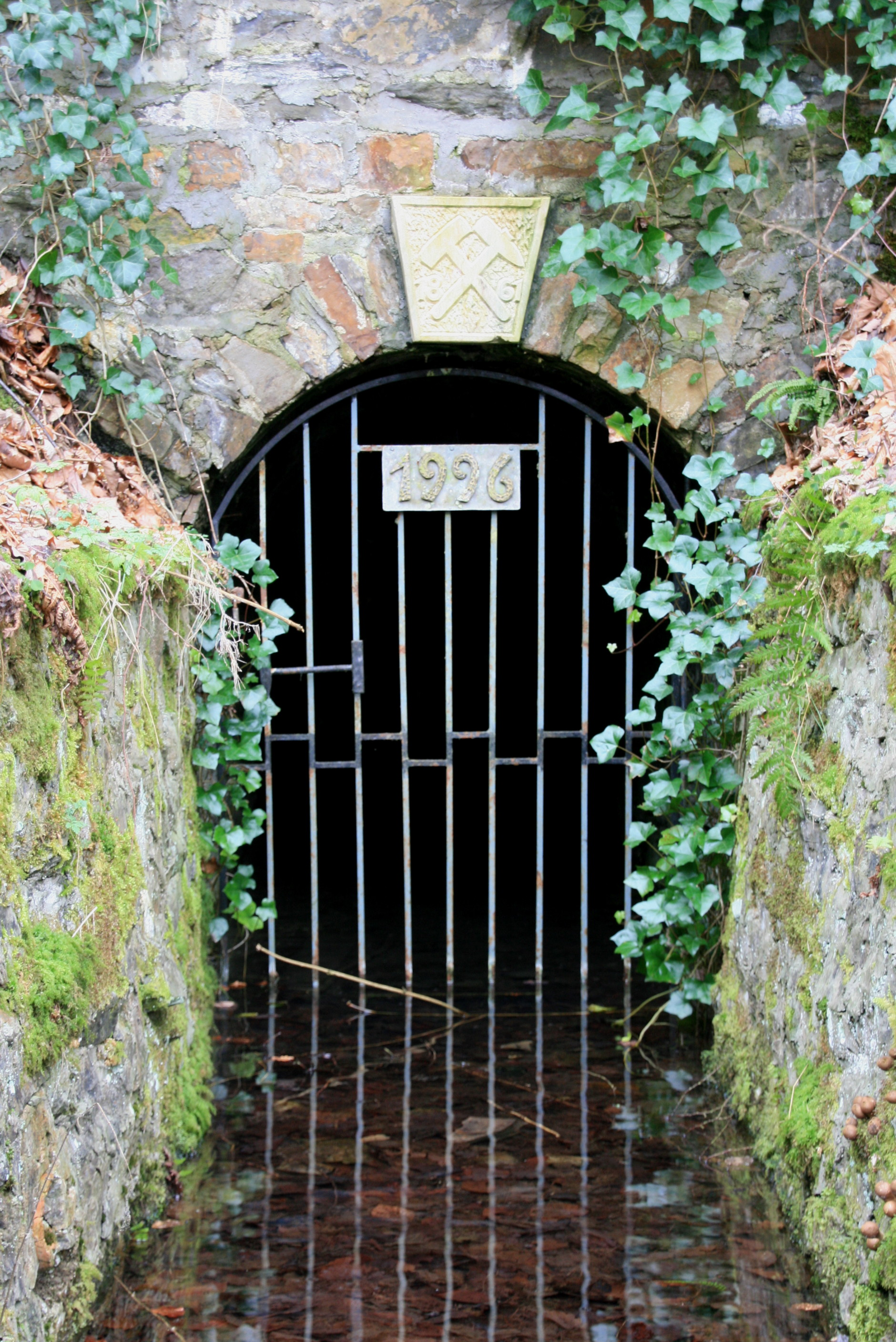
Carl-Stollen 2012

### Schächte
| Name                                                                         | Jahr        | Ansatzhöhe in m über NN | Teufe in Meter |             |             |
| Tagschächte                                                                  | Tagschächte | Tagschächte             | Tagschächte    | Tagschächte | Tagschächte |
| ---------------------------------------------------------------------------- | ----------- | ----------------------- | -------------- | ----------- | ----------- |
| Hauptmaschinenschacht bis zur XI. Tiefbausohle                               | 1854        | 242                     | 484            |             |             |
| Providence Schacht                                                           |             | 340                     | 89             |             |             |
| Früchter Schacht                                                             |             | 352                     |                |             |             |
| Bärnsköpfer Schacht                                                          | 1879–80 (?) | 288                     | 93             |             |             |
| Blindschächte                                                                |             |                         |                |             |             |
| Innerer Grubenschacht von der Heinrich-Stollensohle bis zur VI. Tiefbausohle | 1865        |                         | 193            |             |             |
| Blindschacht von der XI bis zur XIV. Tiefbausohle                            | 1910        |                         | 70             |             |             |

### Stollen
| Name                | Ort          | Jahr | Ansatzhöhe in m über NN | Länge in Meter |
| Moritz-Stollen      | Neue Welt    |      | 108                     |                |
| Carl-Stollen        | Neue Kaserne | 1861 | 161                     |                |
| Heinrich-Stollen    | Kölsch Loch  | 1856 | 191                     | 1300           |
| Felix-Stollen       | Kölsch Loch  | 1872 | 193                     | 1500           |
| Peter-Stollen       | Tagschacht   |      | 249                     |                |
| Alter Stollen       | Tagschacht   |      |                         |                |
| Remy-Stollen        | Frücht       |      | 290                     |                |
| Bärnsköpfer Stollen | Bärnsköpf    | 1870 | 230                     |                |
| Wasserstollen       |              |      |                         |                |

### Konsolidationen
Konsolidationen bestanden mit einigen Gruben:
- Salzborn
- Koppenstein
- Pedro
- Gaston II
- Gremsbach
- Rheinberg
- Felix II
- Moritz III
- Georg II
- Kupferberg
- Otto
- August VI
- Bertha II
- Carl VII
- Germania
- Caroline VI

### Fördermengen
| Zeitraum | Fördermenge (alle Erze) |
| -------- | ----------------------- |
| 1880     | 12.981 t                |
| 1886     | 13.761 t                |
| 1898     | 206 t (Blei)            |

## Heutige Situation

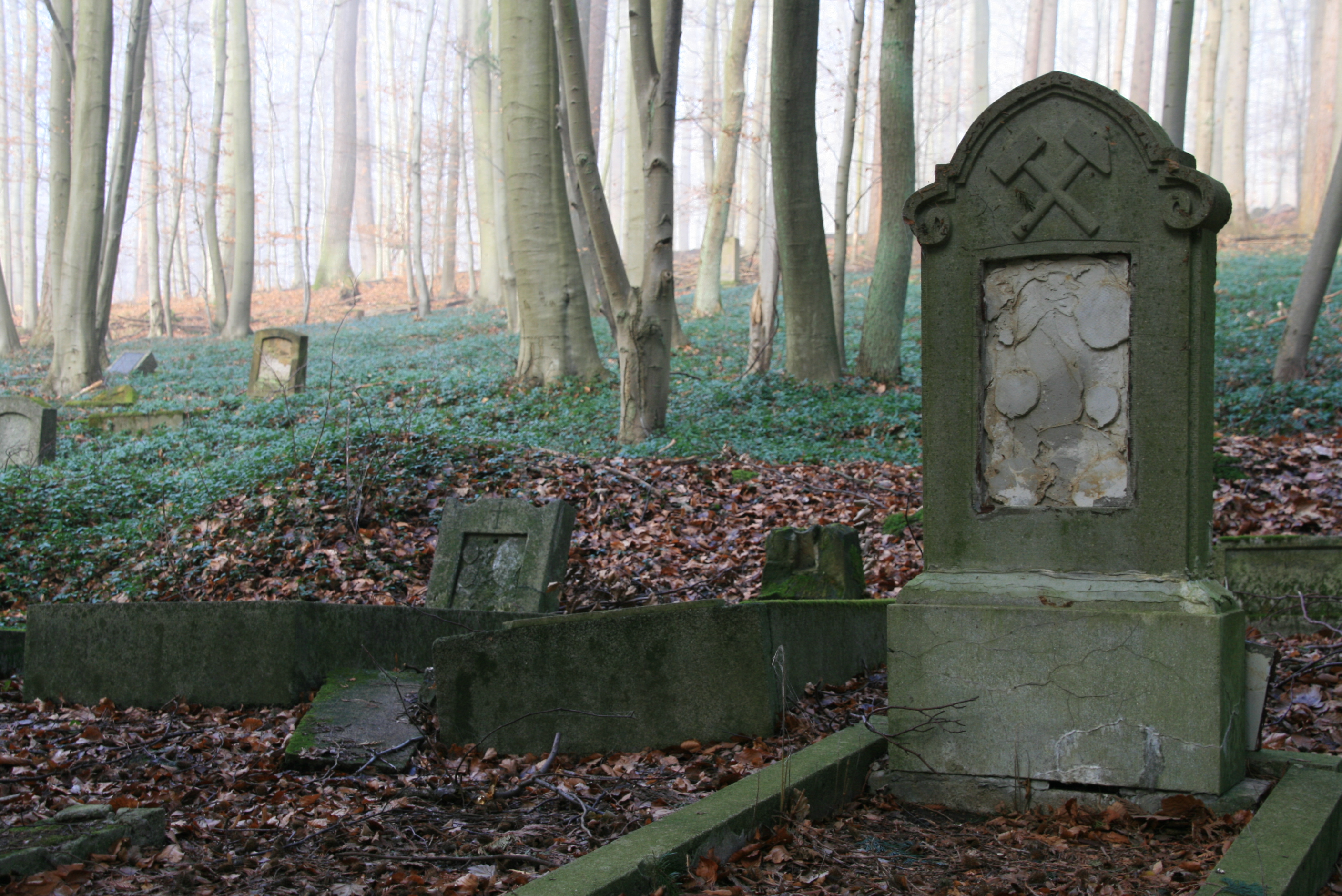
Alter Bergmannsfriedhof

Nur wenige Spuren sind heute noch im Tal von Friedrichssegen zu finden, die auf den ehemaligen Bergbau hinweisen. Im Ortsteil Ahl befinden sich zwei lange Züge von Bergarbeiterwohnungen, auch im Ortsteil Neue Welt sind ehemalige Arbeiterhäuser zu finden. Von der Grubenbahn zeugt heute nur noch das Gebäude der ehemaligen Gleiswaage. Von der ehemaligen Aufbereitung am Carl-Stollen steht nur noch das alte Magazin, welches heute als Wohnhaus genutzt wird. Direkt neben diesem Haus sind die Substruktionsmauern eines ehemaligen Lokschuppens sowie Überreste eines Stauweihers zu sehen. Im Kölsch Loch sind noch das Fachwerkgebäude eines Obersteiger-Hauses sowie das ehemalige Direktorenhaus zu finden. Auf dem Tagschacht sind sämtliche Anlagen völlig aus dem Landschaftsbild verschwunden, der Schacht selbst wurde mit einer Betonplatte verschlossen. Im Jahr 1970 wurde endlich das letzte Wohnhaus der Siedlung Tagschacht abgerissen, die Natur hat seitdem fast alle Spuren verdeckt. Oberhalb der ehemaligen Siedlung liegt ein denkmalgeschützter alter Bergmannsfriedhof.
Seit 1994 hat es sich die Arbeitsgemeinschaft Grube Friedrichssegen zur Aufgabe gemacht, alte Anlagen und Stollen wieder freizulegen, darunter auch die Überreste der Friedenskirche. Sie betreibt außerdem das Bergbaumuseum Friedrichssegen, das mit vielen Bildern, Mineralien und einem Modell des Friedrichssegener Tals aus der Zeit um 1900 von der ehemaligen Bedeutung des Bergbaus Zeugnis gibt.